# La Cadena (Sierra de Almijara)
La Cadena es una montaña situada en la Sierra de Almijara, en el sur de España. Pertenece al municipio de Frigiliana, provincia de Málaga.

## Ubicación
La Cadena es uno de los principales picos del Parque Natural de las Sierras de Tejeda, Almijara y Alhama. El pico cuenta con una altitud de 1645 metros. Para llegar a la cima, el escalador debe caminar a lo largo de una cresta muy estrecha con secciones de no más de 30 centímetros de ancho y, otras muy quebradas. Las rocas son firmes, aunque pueden ser resbaladizas y peligrosas si están mojadas o heladas. En la cima hay un cartel de reserva de caza y una pequeña cruz de hierro.

## Geología
La Sierra de Almijara es una masa accidentada de montañas de mármol con crestas afiladas que se extiende al este desde el Puerto de Cómpeta. Las montañas forman crestas estrechas separadas por valles profundos cortados por arroyos y ríos, lo que da lugar a muchas subcuencas pequeñas. Todo el parque presenta las formaciones calcáreas de la Cordillera Subbética, con mármoles, pizarras, filitas, etc. La zona es rica en cuarcita y gneis de más de 300 millones de años de antigüedad. La Sierra de Almijara alberga una de las principales fuentes de dolomita de España. El mármol da tonos blancos y grises a las crestas y barrancos.